# Мундри, Изабель
Изабель Мундри (нем. Isabel Mundry; 20 апреля 1963, Шлюхтерн) — немецкий композитор.

## Биография
Училась с Берлине и Франкфурте, в 1992—1994 годах стажировалась в Париже (IRCAM). В 1994—1996 годах жила в Вене.
Ряд её сочинений 2000-х годов написан в соавторстве с Брисом Позе.

## Избранные произведения
- 11 Linien для струнного квартета (1992)
- Композиция для флейты и фортепиано (1994)
- No-one для струнного квартета (1994)
- Words для оркестра (1996)
- Spiegel Bilder для кларнета и аккордеона (1996)
- Penelopes Atem для меццо-сопрано и оркестра (1996)
- Traces des moments для камерного ансамбля (2000)
- Panorama ciego для фортепиано и оркестра (2001)
- Ferne Naehe для 2 скрипок, альта, виолончели и оркестра (2001)
- Eure Augen для трубы и хора a capella (2002)
- Gefaltete Zeit для оркестра (2003)
- Ein Atemzug — die Odyssee, опера (2005, постановка в Немецкой опере Берлина отмечена как лучшая мировая премьера года)
- Sandschleifen для струнного трио, перкуссии и фортепиано (2003—2006)
- Balancen для скрипки соло (2006)
- Nocturno для оркестра (2006)
- falten und fallen для фортепиано и струнного квартета (2006-2007)
- Gefächerter Ort для скрипки и ансамбля (2007)
- Balancen для оркестра (2007)
- Gesichtet, gesichelt для рассказчика, трубы и смешанного хора, на стихи Томаса Клинга (2007)

## Педагогическая деятельность
Преподавала во Франкфурте, Цюрихе, Берлине, Дармштадте, Мангейме, Дрездене, Люцерне, Копенгагене, Тбилиси, в Корее и Японии.

## Признание
Кранихштайнская музыкальная премия (1996), поощрительная премия Эрнста фон Сименса (2001), премия Бориса Блахера, премия Бузони и другие награды. В 2007—2008 годах была приглашённым композитором Саксонской государственной капеллы.